# Medal Leeuwenhoeka

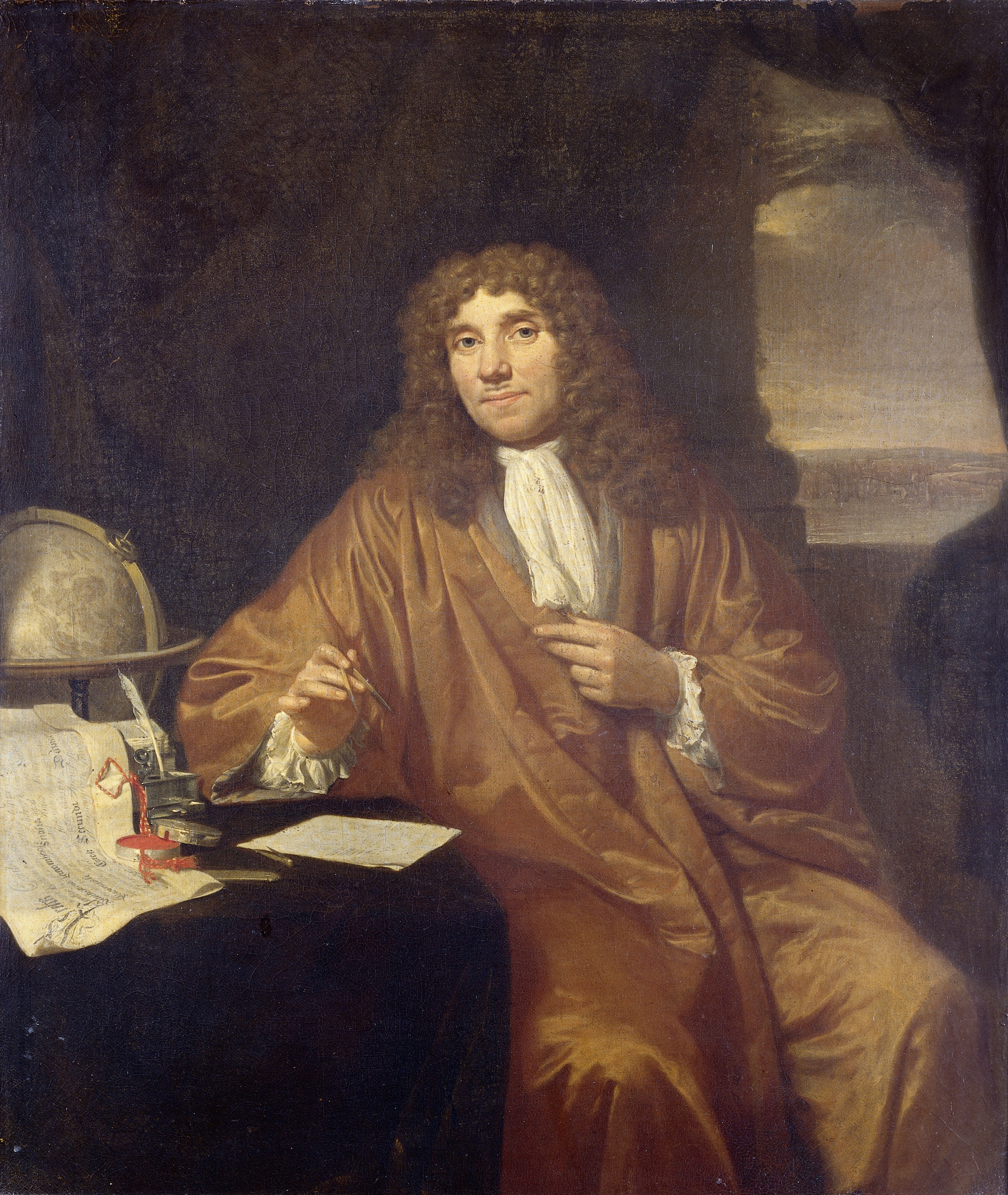
Antonie van Leeuwenhoek

Medal Leeuwenhoeka (nl. Leeuwenhoekmedaille) – odznaczenie przyznawane od 1877 przez Holenderską Akademię Sztuk i Nauk (nl. Koninklijke Nederlandse Akademie van Wetenschappen, KNAW) za wybitny wkład w rozwój mikrobiologii.
Nazwany na cześć wynalazcy mikroskopu optycznego, holenderskiego przyrodnika Antoniego van Leeuwenhoeka.

## Laureaci medalu Leeuwenhoeka
- 1877 Christian Gottfried Ehrenberg
- 1885 Ferdinand Julius Cohn
- 1895 Ludwik Pasteur
- 1905 Martinus Beijerinck
- 1915 David Bruce
- 1925 Félix d’Hérelle
- 1935 Siergiej Winogradski
- 1950 Selman Waksman
- 1960 André Michel Lwoff
- 1970 Cornelis Bernardus van Niel
- 1981 Roger Yate Stanier
- 1992 Carl Woese
- 2003 Karl Stetter
- 2015 Craig Venter

## Źródła
- Laureaci Medalu na stronie Koninklijke Nederlandse Akademie van Wetenschappen